# 长耳玉山竹
长耳玉山竹（学名：Yushania longiaurita）为禾本科玉山竹属下的一个种。

## 扩展阅读
- 維基物種上的相關：长耳玉山竹